# رافائيل سوريانو
رافائيل سوريانو (بالإنجليزية: Raphael Soriano)‏ هو مهندس معماري أمريكي، ولد في 1 أغسطس 1904 في رودس في اليونان، وتوفي في 21 يوليو 1988 في كلاريمونت في الولايات المتحدة.